# Alex Costa dos Santos
Alex Costa dos Santos (Salvador, 29 januari 1989) is een Braziliaanse verdediger die anno 2012 uitkomt voor Boussu Dour Borinage. Hij speelde reeds in de eerste klasse van het Belgisch voetbal bij KAS Eupen. 

## Statistieken
| seizoen | club              | land      | competitie         | wed. | goals |
| ------- | ----------------- | --------- | ------------------ | ---- | ----- |
| 2006/07 | Lokomotiv Plovdiv | Bulgarije | A Grupa            | 11   | 0     |
| 2007/08 | ACF Fiorentina    | Italië    | Serie A            | 0    | 0     |
| 2008/09 | ACF Fiorentina    | Italië    | Serie A            | 0    | 0     |
| 2009/10 | KAS Eupen         | België    | Exqi League        | 26   | 0     |
| 2010/11 | KAS Eupen         | België    | Jupiler Pro League | 20   | 0     |
| 2010/11 | KAS Eupen         | België    | Play-Off III       | 7    | 0     |
|         |                   |           | Totaal             | 64   | 0     |